# Máglyahalál

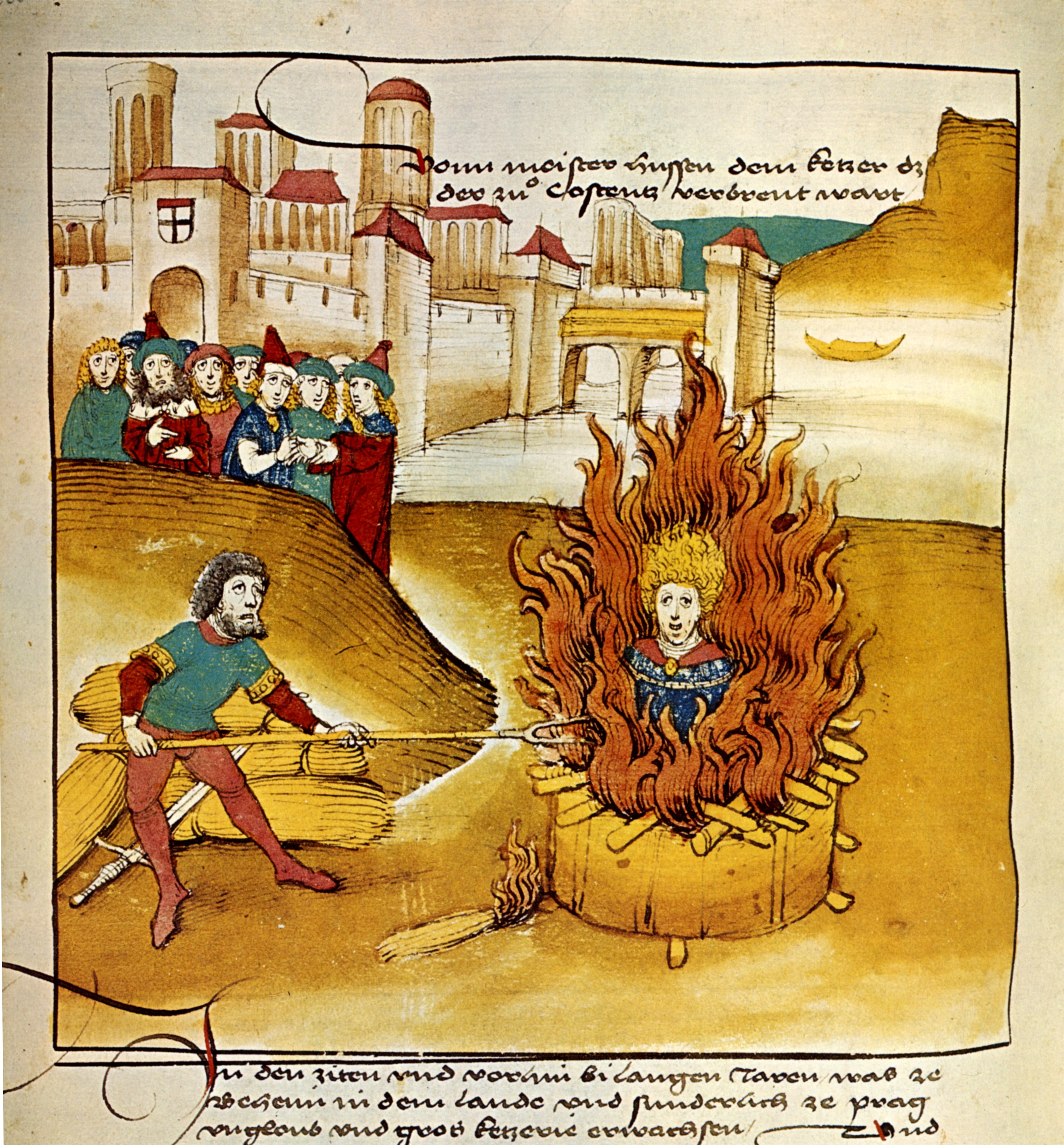
Husz János máglyahalála (Konstanz, 1415. július 6.)

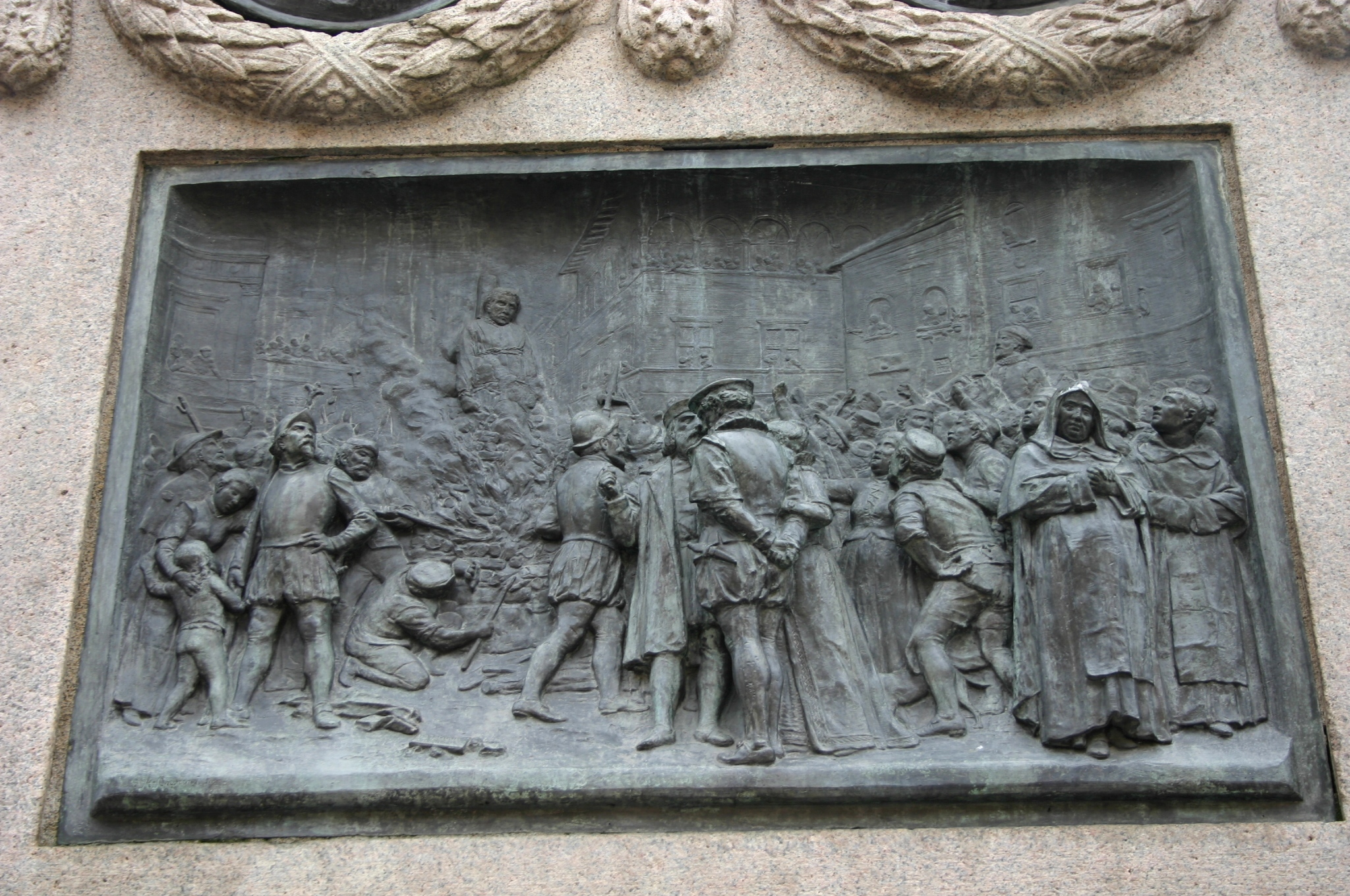
Giordano Bruno máglyahalála (Róma, 1600. február 17.)

Máglyahalál esetén az elítéltet egy rakás tűzifára állított faoszlophoz kötözték, amelyet meggyújtottak. Alkalmazása a középkori inkvizíció túlkapásaiból a legismertebb.
Talán a ma már nem alkalmazottak közül a legismertebb kivégzési mód, amely azonban még középkori mércével mérve is kirívóan kegyetlen büntetésnek számított. Általában akkor alkalmazták, ha az elkövetett cselekmény a korabeli vallási-erkölcsi normákat (is) megsértette. Nemcsak közönséges bűnözőket, hanem sok elmebeteget is, boszorkánynak titulált személyeket, zsidót és prostituáltat máglyán égettek meg. Ugyanígy végezték ki a katolikus egyház és a reformációs egyházak ellenfeleit, az eretneknek megbélyegzett személyeket, köztük sok híres gondolkodót is; gyakran azzal az ürüggyel, hogy az egyháznak tilos vért ontani.

## Történelem

### Ókor
Hammurapi babiloni király által kihirdetett, Kr.e. 18. századi törvénykönyv több olyan bűncselekményt is meghatároz, amelyek esetében a megégetés általi büntetést helyénvalónak tartották.
Az ókori Egyiptomban számos olyan esetről számolnak be, amikor a lázadókat élve megégették. I. Szenuszert (Kr. e. 1971–1926) állítólag a hadjárata során összeszedte a lázadókat, és megégettette őket.
A Biblia alapján, 1Mózes 38-ban Júda megparancsolta, hogy égessék meg a menyét, ha úgy vélik, hogy házasságon kívüli szexuális kapcsolatból esett teherbe.
Az ókori római hatóságok sok korai keresztényt megégetéssel végeztek ki. Ennek egyik példája szmirnai Polikárp.

### Középkor
Az ókor után a középkorban először a 11. században ítéltek embereket eretnekségért máglyahalálra. A 12. század közepéig viszonylag kevés embert, utána viszont már annyira gyakorivá vált, hogy egyszerű emberek is a máglyára kerülhettek.
Először 1197-ben, aragóniai II. Péter törvénykönyvében szerepelt, hogy az eretnekeket tűzhalállal kell büntetni, majd III. Ince pápa 1199-ben kijelentette, hogy az eretnekség felségsértéssel azonos, ezért máglyahalált érdemel, akire rábizonyítják. Ezt a rendelkezést a negyedik lateráni zsinat kanonizálta (1215), majd II. Frigyes német-római császár birodalmi törvénnyé emelte.
A 13. század első felében, az albigensek elleni keresztes háborúban rengeteg "eretnek" lelte így halálát.
Egyes magyarázatok szerint az eretnekek megégetése onnan eredt, hogy az eretnekséget a pestishez hasonlították. A pestis megállításának egyetlen módszere az volt, hogy a további fertőzést megakadályozandó, a hullákat és tárgyaikat elégették. Ezért az eretnekek ellen is ezt alkalmazták, csak itt élő személyeknél. 

### Újkor
Alkalmazásával a 18. században felhagytak, azóta kegyetlen és szokatlan büntetésnek számít.

## Máglyahalált halt híres emberek
- Gherardo Segarelli † Parma, 1300.
- Fra Dolcino † Vercelli, 1307.
- Jacques de Molay † Párizs, 1314. március 18.
- Cecco d'Ascoli † Firenze, 1327.
- Husz János (Jan Hus) † Konstanz, 1415. július 6.
- Prágai Jeromos † Konstanz, 1416. május. 30.
- Jeanne d’Arc (Orleans-i szűz) † Rouen, 1431. május 30.
- Girolamo Savonarola † Firenze, 1498. május 23.
- Michael Sattler † Rottenburg am Neckar, 1527. május 20.
- Balthasar Hubmaier † Bécs, 1528. március 10.
- Jakob Hutter † Innsbruck, 1536. február 25.
- Szervét Mihály (Michel Servet) † Genf, 1553. október 27.
- Thomas Cranmer † Oxford, 1556. március 21.
- Giordano Bruno † Róma, 1600. február 17.
- Urbain Grandier † Loudun, 1634. augusztus 18.
- Avvakum protopópa † Oroszország, 1682. április 14.

## Galéria

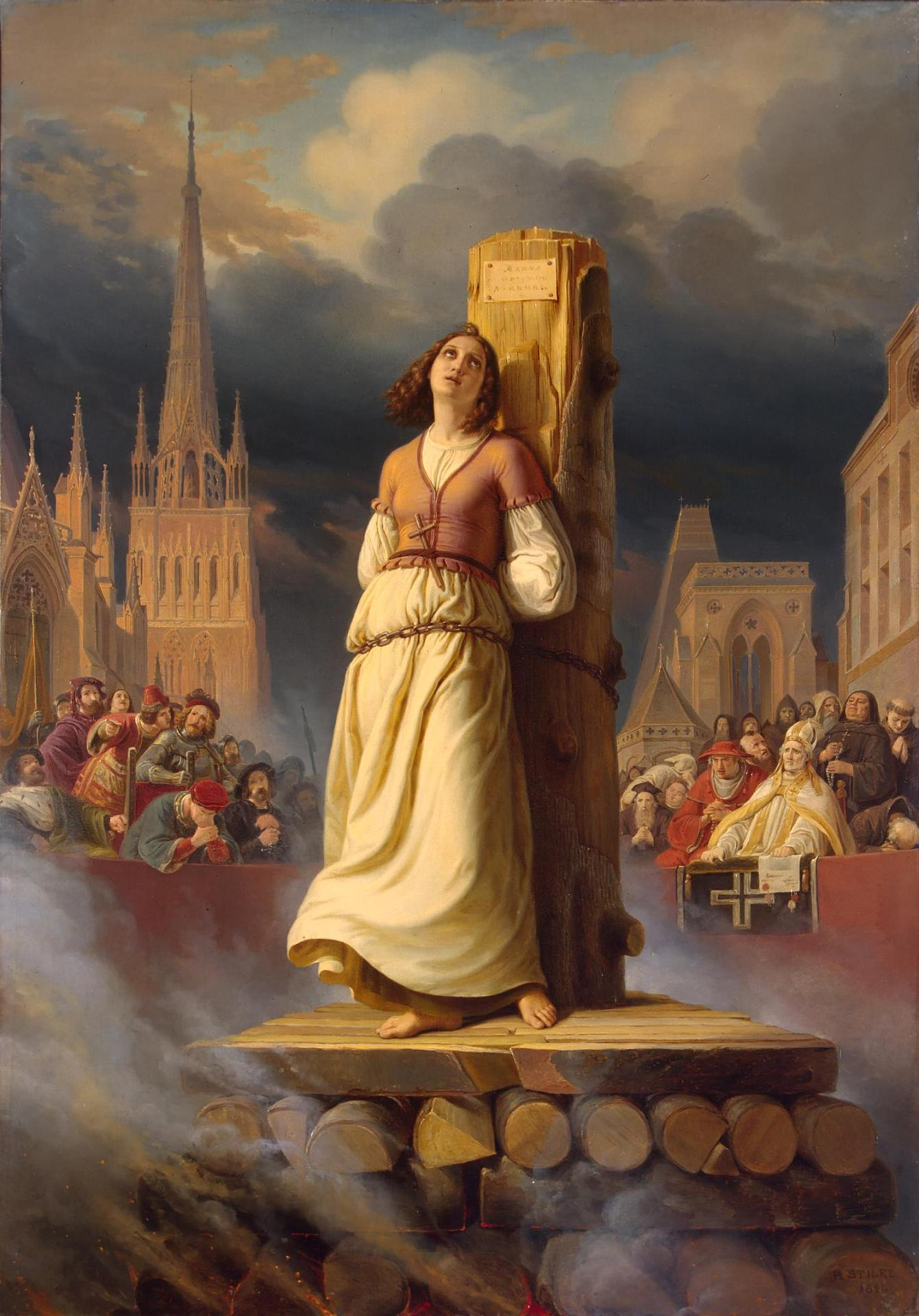
Hermann Anton Stilke: Jeanne d’Arc halála a máglyán
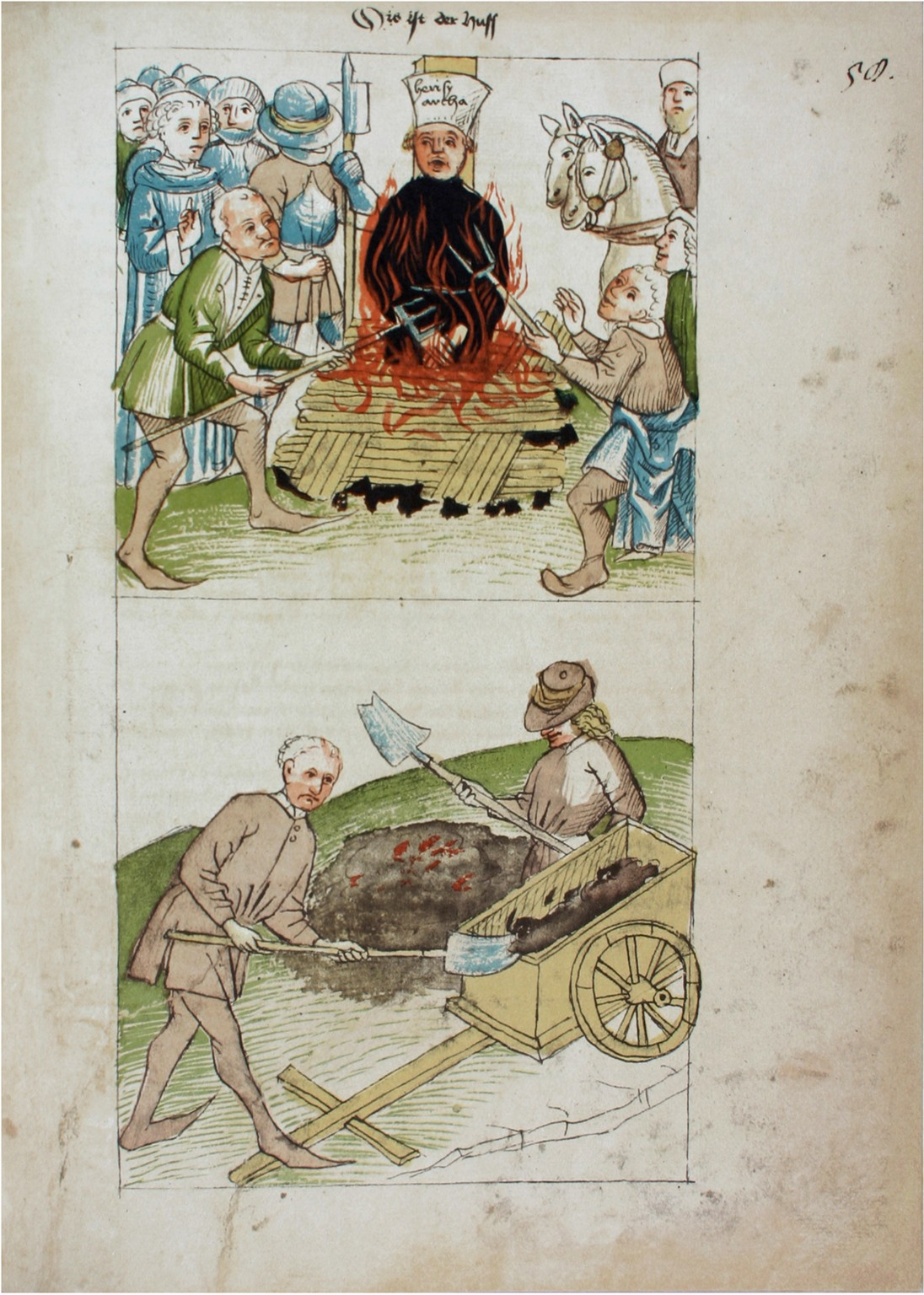
Husz János a máglyán (Ulrich Richental miniatúrája Chronik des Konstanzer Konzils című művében)
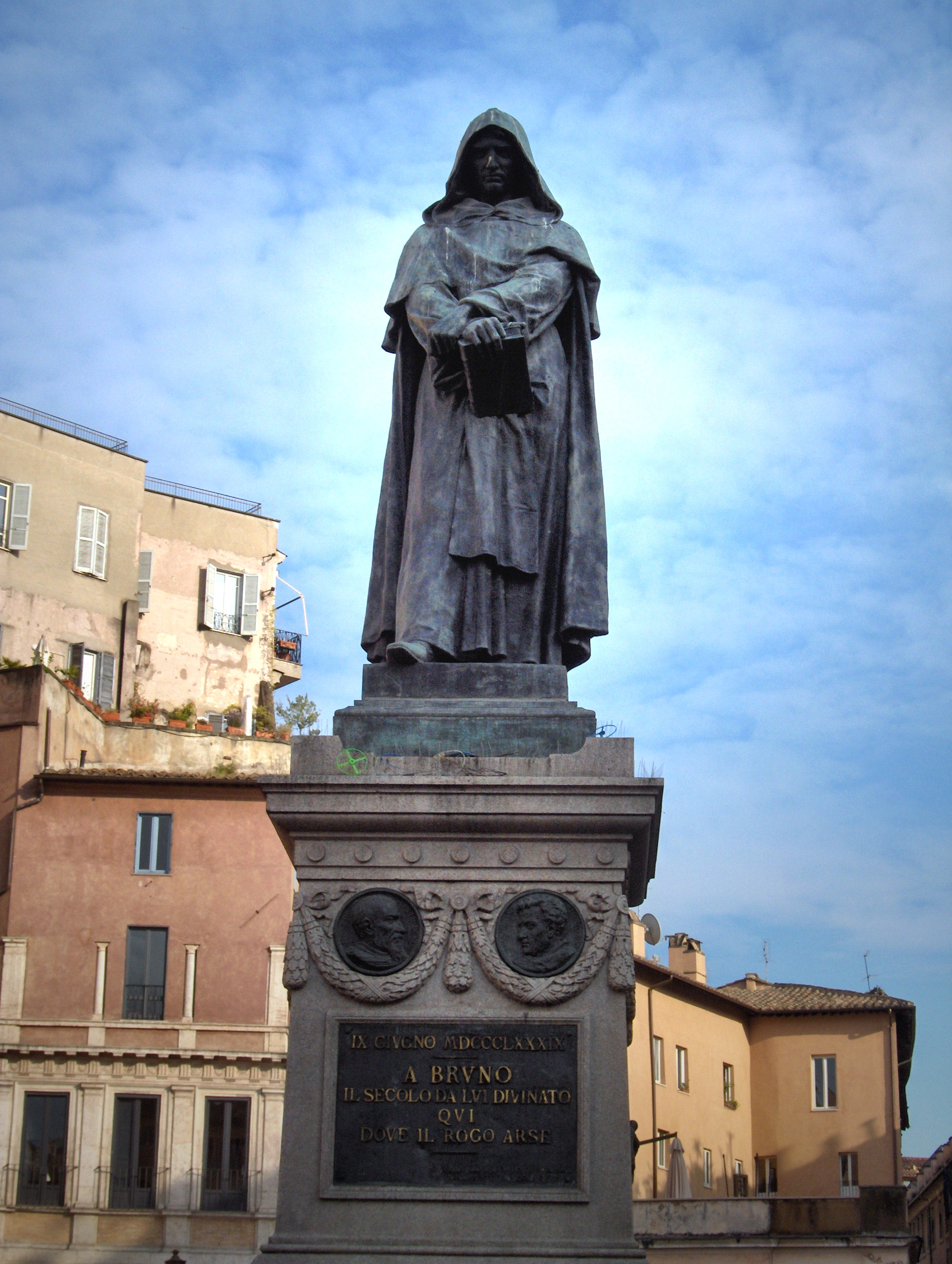
A máglyahalált szenvedett Giordano Bruno emlékműve a római Campo dei Fiori téren
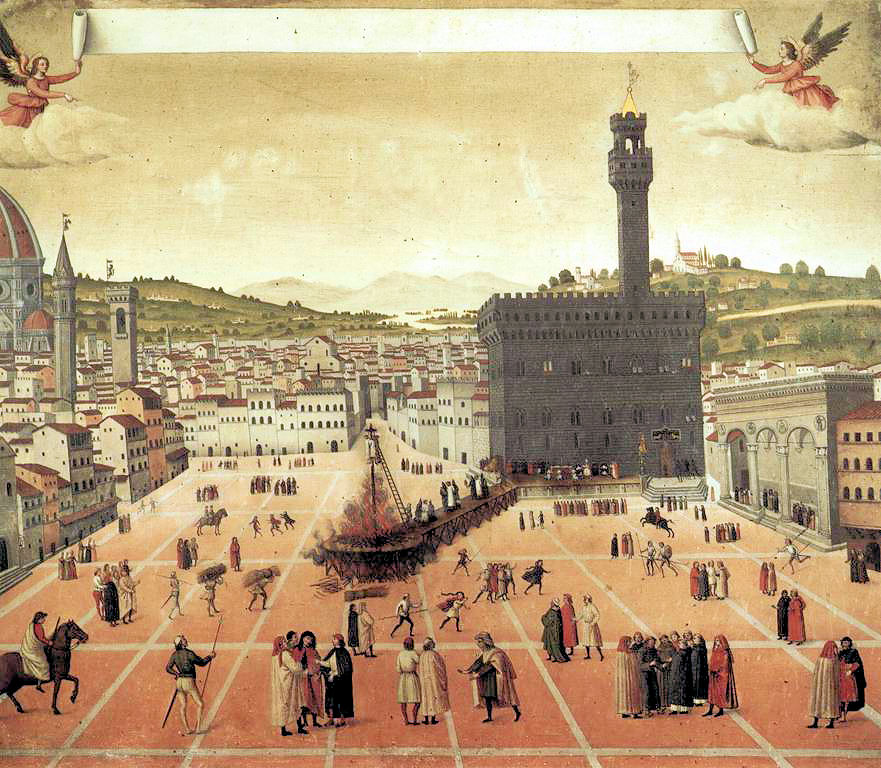
Girolamo Savonarola a máglyán, Piazza della Signoria, Firenze, 1498
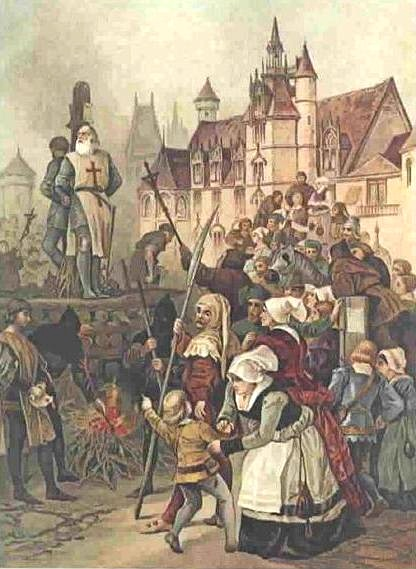
Jacques de Molay megégetése
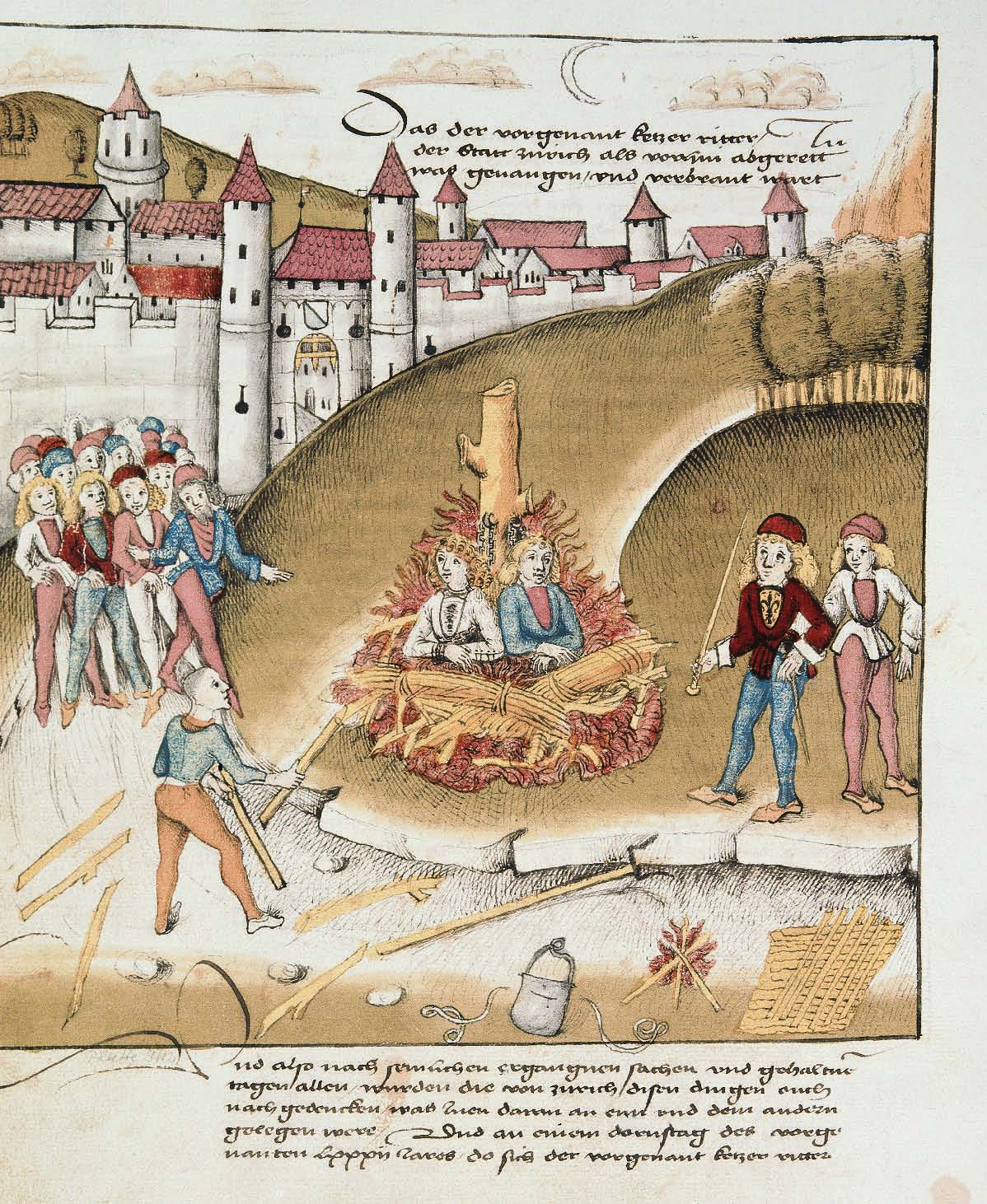
Egy lovag és a szolgája megégetése szodómia (homoszexualitás) miatt (1482)